# Duas Mulheres (2009)
Duas Mulheres é um filme português de 2009, realizado por João Mário Grilo e com argumento de Rui Cardoso Martins e Tereza Coelho.

## Elenco
- Beatriz Batarda... Joana Amorim
- Virgílio Castelo... Paulo Amorim
- Débora Monteiro... Mónica
- Marcello Urgeghe... Tomás
- Sofia Grilo... Maria
- José Pinto... Joaquim
- Nicolau Breyner (†)... Comandante Ernesto
- Breno Moroni... Dr. Pedro
- Luís Esparteiro... Dr. André
- Álvaro Faria... Dr. Tiago
- Mário Jacques (†)... Dr. Mateus
- António Cordeiro... Dr. Simão
- Adelaide de Sousa... Fátima
- Vanda Correia... Mulher do Dr. André

## Prémios e nomeações
Caminhos do Cinema Português 2010 (Portugal)
| Categoria    | Resultado |
| ------------ | --------- |
| Melhor Filme | Indicado  |

Globos de Ouro 2011 (Portugal)
| Categoria                      | Resultado |
| ------------------------------ | --------- |
| Melhor Atriz - Beatriz Batarda | Indicado  |